# Pourouma cucura
Pourouma cucura là loài thực vật có hoa trong họ Tầm ma. Loài này được Standl. & Cuatrec. miêu tả khoa học đầu tiên năm 1951.